# Amarillo (Uruguay)
Amarillo es una localidad uruguaya del departamento de Rivera.

## Ubicación
La localidad se encuentra situada en la zona centro del departamento de Rivera, sobre la cuchilla del Amarillo, y próximo al arroyo de igual nombre. Se accede a ella desde la ruta 27, a la altura de su km 84.5. Dista 92 km de la capital departamental Rivera.

## Población
Según el censo de 2011, la localidad contaba con una población de 20 habitantes.
| --            | 30 | 20 |
| (Fuente: INE) |    |    |